# Valsusa
Valsusa ist ein kleines italienisches Weinbaugebiet mit kontrollierter Herkunftsbezeichnung (Denominazione di origine controllata – DOC) in der Provinz Turin, Region Piemont. Diese Denomination besteht seit 1997 und wurde zuletzt am 7. März 2014 aktualisiert.

## Anbaugebiet
Der Wein darf nur innerhalb der folgenden Gemeinden in der Provinz Turin erzeugt werden: Almese, Borgone Susa, Bruzolo, Bussoleno, Caprie, Chianocco, Chiomonte, Condove, Exilles, Giaglione, Gravere, Mattie, Meana di Susa, Mompantero, Rubiana, San Didero, San Giorio di Susa, Susa und Villarfocchiardo.

## Erzeugung
Der „Valsusa DOC“ ist ein Rotwein, der zu mindestens 60 % aus den Rebsorten Avanà, Barbera, Dolcetto und/oder Neretta (einzeln oder gemeinsam) bestehen muss. Die restlichen maximal 40 % dürfen andere rote Rebsorten sein, die in der Region Piemont zum Anbau zugelassen sind. Es wird auch ein „Valsusa rosso novello“ (Jungwein) erzeugt.

## Beschreibung
Laut Denomination (Auszug):
- Farbe: mehr oder weniger intensives Rubinrot, bisweilen mit orangen Reflexen
- Geruch: intensiv, charakteristisch, weinig, mit fruchtigen Noten
- Geschmack: trocken, harmonisch, säuerlich, mäßig tanninhaltig, manchmal mit einem Hauch von Holz
- Alkoholgehalt: mindestens 11,0 Vol.-%
- Säuregehalt: mind. 5,0 g/l
- Trockenextrakt: mind. 20,0 g/l